# Csolnok
Csolnok är en ort i Ungern.   Den ligger i provinsen Komárom-Esztergom, i den nordvästra delen av landet, 30 km nordväst om huvudstaden Budapest. Csolnok ligger 209 meter över havet och antalet invånare är 3 381.
Terrängen runt Csolnok är platt åt sydväst, men åt nordost är den kuperad. Runt Csolnok är det ganska tätbefolkat, med 100 invånare per kvadratkilometer. Närmaste större samhälle är Dorog, 3,6 km norr om Csolnok. Trakten runt Csolnok består till största delen av jordbruksmark.